# Distributed Computing Environment
Pour les articles homonymes, voir DCE.
Le Distributed Computing Environment (DCE) est un intergiciel (middleware) développé au début des années 1990 par un consortium incluant Apollo Computer (appartenant par la suite à Hewlett-Packard), IBM, Digital Equipment Corporation, et d'autres. Le DCE fournit un cadre et des outils pour développer une application client-serveur. Le cadre inclut un mécanisme remote procedure call (RPC) connu sous le nom de DCE/RPC, un répertoire, un service d'authentification et un système de fichiers distribué (DCE/DFS).